# テニスの王子様の声優ユニット
テニスの王子様の声優ユニット（テニスのおうじさまのせいゆうユニット）では、TVアニメ『テニスの王子様』の登場キャラクターによる声優ユニットについて説明する。キャラクターの詳細についてはテニスの王子様の登場人物を参照のこと。

## 青学ユニット

### 青酢
青学レギュラー9名のうち、主人公であるリョーマの他に視聴者・読者が投票した上位3名を加えた、計4名で構成されている。ユニット名は原作者の許斐剛が命名した。
名前の由来は作中で乾貞治が作った飲み物「青酢」だと思われる。
メンバー
- 越前リョーマ（声 - 皆川純子）
- 手塚国光（声 - 置鮎龍太郎）
- 不二周助（声 - 甲斐田ゆき）
- 大石秀一郎（声 - 近藤孝行）

ディスコグラフィー
シングル
- WHITE LINE（発売日 - 2002年11月6日）

1. WHITE LINE（アニメ「テニスの王子様」4thエンディングテーマソング）
2. Happy×2☆Day!!（アニメ「テニスの王子様」イメージソング）
3. WHITE LINE（Original Karaoke）
4. Happy×2☆Day!!（Original Karaoke）

- Don't Look Back（発売日 - 2003年10月22日）

1. Don't Look Back（「テニスの王子様 オン・ザ・レイディオ」4thオープニングテーマソング）
2. FREEDOM（「テニスの王子様 オン・ザ・レディオ」5thオープニングテーマソング）
3. Don't Look Back（Original Karaoke）
4. FREEDOM（Original Karaoke）

- BIRTHDAY 〜歩き始めた日〜（発売日 - 2003年10月22日）※キャップと瓶とダブルA面となる。

1. BIRTHDAY 〜歩き始めた日〜（アニメ「テニスの王子様」イメージソング）
2. ロック☆54 〜ロックな人をさがしてみよう〜（歌：キャップと瓶）
3. BIRTHDAY 〜歩き始めた日〜（Original Karaoke）
4. ロック☆54 〜ロックな人をさがしてみよう〜（Original Karaoke）

- 抱えたキセキ（発売日 - 2007年1月31日）

1. 抱えたキセキ（「OVA テニスの王子様」 2ndオープニングテーマソング）
2. 抱えたキセキ（Original Karaoke）

- Party Time（発売日 - 2015年7月8日）

1. Party Time(『新テニスの王子様 OVA vs Genius10』第9話「覚悟」エンディングテーマ)
2. Party Time（Original Karaoke）

アルバム
- 青酢のシングルスベスト（発売日 - 2009年1月1日）

1. BIRTHDAY 〜歩き始めた日〜
2. Don't Look Back
3. 抱えたキセキ
4. Happy×2☆Day!!
5. FREEDOM
6. WHITE LINE
7. また君と（bonus track）

### キャップと瓶
『青酢』以外の青学レギュラー5名で構成されている。リーダーは菊丸英二。ユニット名は許斐剛が命名した。
メンバー
- 菊丸英二（声 - 高橋広樹）
- 乾貞治（声 - 津田健次郎）
- 河村隆（声 - 川本成）
- 桃城武（声 - 小野坂昌也）
- 海堂薫（声 - 喜安浩平）

ディスコグラフィー
シングル
- おめっとサンバ（発売日 - 2002年12月25日）

1. おめっとサンバ
2. KEEP ON DREAMING
3. おめっとサンバ（Original Karaoke）
4. KEEP ON DREAMING（Original Karaoke）

- 飛んで! 回って! また来週（発売日 - 2003年10月22日）

1. 飛んで! 回って! また来週（「テニスの王子様 オン・ザ・レイディオ」4thエンディングテーマソング）
2. 石川博之? 〜モットーは文武両道〜
3. 飛んで! 回って! また来週（Original Karaoke）
4. 石川博之? 〜モットーは文武両道〜（Original Karaoke）

- BIRTHDAY 〜歩き始めた日〜（発売日 - 2003年10月22日）※青酢とダブルA面となる。

1. BIRTHDAY 〜歩き始めた日〜（アニメ「テニスの王子様」イメージソング。歌：青酢）
2. ロック☆54!? 〜ロックな人をさがしてみよう〜
3. BIRTHDAY 〜歩き始めた日〜（Original Karaoke）
4. ロック☆54!? 〜ロックな人をさがしてみよう〜（Original Karaoke）

- サンキュー!!（2007年8月8日）

1. サンキュー!!（「OVA テニスの王子様」 2ndエンディングテーマソング）
2. サンキュー!!（Original Karaoke）

- Party Time（発売日 - 2014年11月12日）

1. Party Time（『新テニスの王子様 OVA vs Genius10』第1話「革命への前奏曲（プレリュード）」エンディングテーマ）
2. Party Time（Original Karaoke）

アルバム
- キャップと瓶のシングルスベスト（発売日 - 2009年1月1日）

1. KEEP ON DREAMING
2. ロック☆54!? 〜ロックな人をさがしてみよう〜
3. サンキュー!!
4. 石川博之? 〜モットーは文武両道〜
5. おめっとサンバ
6. 飛んで! 回って! また来週
7. 毎日がHappy New Year（bonus track）

### 青春ソーダ
ユニット名は許斐剛が命名した。
メンバー
- 越前リョーマ（声 - 皆川純子）
- 手塚国光（声 - 置鮎龍太郎）
- 桃城武（声 - 小野坂昌也）
- 海堂薫（声 - 喜安浩平）

ディスコグラフィー
- brand-new HEAVEN（発売日 - 2009年6月17日）

1. brand-new HEAVEN
2. brand-new HEAVEN(Original Karaoke）

### 茄子
一富士二鷹三茄子から命名された。“富士”を不二周助、“鷹”を河村隆に当てはめ、二人合わせて“茄子”。
メンバー
- 不二周助（声 - 甲斐田ゆき）
- 河村隆（声 - 川本成）

ディスコグラフィー
- 一富士、二タカ、三茄子（発売日 - 2010年1月1日）

1. 一富士、二タカ、三茄子
2. 一富士、二タカ、三茄子~不二と歌おう~
3. 一富士、二タカ、三茄子~河村と歌おう~
4. 一富士、二タカ、三茄子（オリジナルカラオケ）

- 星屑 ShowTime（発売日-2010年7月7日）

1. 星屑 ShowTime
2. 星屑 ShowTime（SFとカラオケ）
3. 星屑 ShowTime（TKとカラオケ）
4. 星屑 ShowTime（オリジナルカラオケ）

- Dream on dreamer 茄子 featuring 亜久津仁（発売日-2010年11月17日）

1. Dream on dreamer
2. Dream on dreamer（オリジナルカラオケ）
3. あの場所まで～10years（ボーナストラック）

- さよなら春の日（発売日-2012年3月14日）

1. さよなら春の日
2. さよなら春の日(SFとカラオケ)
3. さよなら春の日(TKとカラオケ)
4. さよなら春の日(オリジナル・カラオケ)

- Venus（発売日-2014年8月27日）

1. Venus
2. Venus（不二周助とカラオケ）
3. Venus（河村 隆とカラオケ）
4. Venus（Original Karaoke）

### その他

#### 青酢+キャップと瓶
青学レギュラー9名からなるユニット。
- DEPARTURES（発売日 - 2005年2月2日）

1. DEPARTURES（『劇場版 テニスの王子様 跡部からの贈り物 君に捧げるテニプリ祭り』テーマソング）
2. DEPARTURES（Original Karaoke）
3. 音声コメント

#### SEIGAKU NINE PLAYERS
青学レギュラー9名からなるユニット。
- 約束/We Love SEIGAKU - ありがとうを込めて（2005年4月13日）

1. 約束（歌 - 越前リョーマ）
2. We Love SEIGAKU - ありがとうを込めて
3. 約束（Original Karaoke）
4. We Love SEIGAKU - ありがとうを込めて（Original Karaoke）

#### 青学1年トリオ
青学1年3名からなるユニット。
- ぼくたちのしっぱい（発売日 - 2006年1月1日）

1. ぼくたちのしっぱい
2. ぼくたちのしっぱい（1 one 1 MIX）
3. ぼくたちのしっぱい（インストゥルメンタル）
4. テニスの王子様 オフ・ザ・レイディオ

#### SEIGAKU Special Vocal Unit
リョーマ、手塚、不二、菊丸の4名からなるユニット。
- 青いジダイ - プレイステーション用ソフト『テニスの王子様』エンディングテーマ。収録CDは本作のサウンドトラックCD（2002年4月3日）のみ。作詞の新谷早苗が自身のアルバムでセルフカバーしている。

## 他校ユニット

### 氷帝エタニティ
メンバー構成は氷帝学園を代表する跡部と、まだユニットデビューをしていなかった氷帝レギュラーのうち、宍戸と樺地を除く3名による組み合わせ（後に宍戸は『by断ち切り隊』で、樺地は『トング隊』でユニットデビュー）。メンバー選出基準は『100曲マラソン・フルベストアルバム』ブックレットに詳細が掲載されている。
メンバー
- 跡部景吾（声 - 諏訪部順一）
- 向日岳人（声 - 保志総一朗）
- 鳳長太郎（声 - 浪川大輔）
- 日吉若（声 - 岩崎征実）

ディスコグラフィー
- 不条理（発売日 - 2007年2月21日、2008年2月27日再発）

1. 不条理（OVA「テニスの王子様」2ndエンディングテーマソング）
2. 不条理（Original Karaoke）

2008年3月、『テニスの王子様100曲マラソン』のオフィシャルサイトにて行われた、「あなたが好きなテニプリキャラソンアンケート」で第1位になった。
- 坂道の果てへ（発売日 - 2009年7月1日）

1. 坂道の果てへ（OVA「テニスの王子様」ANOTHER STORY 〜過去と未来のメッセージ「風雲少年跡部」エンディングテーマソング）
2. 坂道の果てへ（Original Karaoke）

- Party Time（発売日 - 2014年11月26日）

1. Party Time（『新テニスの王子様 OVA vs Genius10』第2話「激戦開始」エンディングテーマ）
2. Party Time（Original Karaoke）

### 立海ヤング漢
立海レギュラーのうち4名で構成されている。ユニット名は許斐剛が命名した。
メンバー
- 仁王雅治（声 - 増田裕生）
- 柳生比呂士（声 - 津田英佑）
- 丸井ブン太（声 - 高橋直純）
- 切原赤也（声 - 森久保祥太郎）

ディスコグラフィー
シングル
- 業火絢爛（発売日 - 2008年12月20日）

1. 業火絢爛
2. 業火絢爛（Original Karaoke）

- 終わらない愛（発売日 - 2009年10月21日）

1. 終わらない愛
2. 終わらない愛（Original Karaoke）

- SOUL MATE（発売日 - 2010年11月10日）

1. SOUL MATE
2. SOUL MATE（Original Karaoke）

- Party Time（発売日 - 2015年3月25日）

1. Party Time（『新テニスの王子様 OVA vs Genius10』第6話「裏切りと交渉」エンディングテーマ）
2. Party Time（Original Karaoke）

### 海志漢
かいしかん。『立海ヤング漢』以外の立海レギュラー4名で構成されている。
メンバー
- 幸村精市（声 - 永井幸子）
- 真田弦一郎（声 - 楠大典）
- 柳蓮二（声 - 竹本英史）
- ジャッカル桑原（声 - 檜山修之）

ディスコグラフィー
シングル
- Roman-Ranman〜浪漫爛漫〜（発売日：2009年1月28日）

1. Roman-Ranman〜浪漫爛漫〜
2. Roman-Ranman〜浪漫爛漫〜（Original Karaoke）

## 混合ユニット

### プルタブと缶
メンバー
- 跡部景吾（声 - 諏訪部順一）
- 忍足侑士（声 - 木内秀信）
- 真田弦一郎（声 - 楠大典）
- 千石清純（声 - 鳥海浩輔）
- 切原赤也（声 - 森久保祥太郎）
- 伊武深司（声 - 森山栄治）
- 神尾アキラ（声 - 鈴木千尋）

ディスコグラフィー
- Wonderful days（発売日 - 2004年8月25日）

1. Wonderful days（アニメ『テニスの王子様』エンディングテーマソング）
2. メラメラ
3. Wonderful days（Instrumental）
4. メラメラ（Instrumental）

- Party Time（発売日 - 2015年1月21日）

1. Party Time（『新テニスの王子様 OVA vs Genius10』第4話「決戦前夜」エンディングテーマ）
2. Party Time（Original Karaoke）

### 青と瓶と缶
『青酢』『キャップと瓶』『プルタブと缶』の3ユニットの中から数人選ばれている。アニメのジュニア選抜チームとなっている。ユニット名は許斐剛が命名した。
メンバー
青酢から
- 越前リョーマ（声 - 皆川純子 ）
- 不二周助（声 - 甲斐田ゆき）

キャップと瓶から
- 菊丸英二（声 - 高橋広樹）

プルタブと缶から
- 跡部景吾（声 - 諏訪部順一）
- 忍足侑士（声 - 木内秀信）
- 千石清純（声 - 鳥海浩輔）
- 真田弦一郎（声 - 楠大典）
- 切原赤也（声 - 森久保祥太郎）

ディスコグラフィー
- Gather（インデックスミュージック版 発売日 - 2005年7月6日）

1. Gather
2. Gather（Original Karaoke）

『劇場版「テニスの王子様」』の応援歌として、ジャンプフェスタ2005先行発売、ローソンで先行予約販売され、青学と他校のユニットのCDはこの「Gather」が初とされた。後に、イラストはそのままにCDジャケットの背景の色だけを替え、インデックスミュージック（当時、のちティー ワイ エンタテインメント）より発売された。

### 眼鏡's
すべて木内秀信によって作詞作曲されている。結成のきっかけは「テニスの王子様 オン・ザ・レイディオ」での眼鏡コント。
メンバーにはそれぞれイメージカラーがあり、リーダーである忍足は黄色、乾は青色、手塚は赤色である。2ndシングルのジャケットからは、それを意図したデザインになっている。
2008年3月16日に行われた『テニスの王子様100曲マラソン』の夜の部にて解散宣言をした。
メンバー
- 忍足侑士（声 - 木内秀信）
- 手塚国光（声 - 置鮎龍太郎）
- 乾貞治（声 - 津田健次郎）

ディスコグラフィー
- 眼鏡をはずす夜〜眼鏡's Version〜（2005年2月26日発売の忍足侑士のアルバム「結晶」に収録された）

シングル
- Go!Go!眼鏡's（発売日 - 2006年1月1日）

1. 眼鏡トーク3
2. Go!Go!眼鏡's
3. Go!Go!眼鏡's（オリジナル･カラオケ）

- キラ★キラ眼鏡's（発売日：2007年2月14日）

1. キラ★キラ 眼鏡's
2. キラ★キラ 眼鏡's（Original Karaoke）
3. 眼鏡トーク4

- 真夏の眼鏡's（発売日 - 2007年8月1日）

1. 真夏の眼鏡's
2. 真夏の眼鏡's(Original Karaoke)
3. 眼鏡トーク5

- 踊りませんか?眼鏡's（発売日 - 2007年12月22日）

1. 踊りませんか?眼鏡's
2. 踊りませんか?眼鏡's(Original Karaoke)
3. 眼鏡トーク6

- さよなら…眼鏡's（発売日 - 2008年3月16日）

1. さよなら…眼鏡's
2. さよなら…眼鏡's（Original Karaoke）
3. さよなら…眼鏡トーク

アルバム
- 蝶番（発売日 - 2009年3月18日）

1. さよなら…眼鏡’s
2. 眼鏡かぞえ歌(忍足侑士)
3. 復活!?眼鏡トーク甲
4. キラ★キラ 眼鏡’s
5. 眼鏡をはずす夜(手塚国光)
6. 復活!?眼鏡トーク乙
7. 真夏の眼鏡’s
8. 眼鏡祭(乾貞治)
9. 復活!?眼鏡トーク丙
10. 踊りませんか?眼鏡’s
11. Memory
12. 復活!?眼鏡トーク丁
13. Go! Go! 眼鏡’s
14. 真夏のマヨネーズ(マヨネーズ)

眼鏡トーク（毎回シングルに収録されている、キャラクターによるコント）
眼鏡トーク
2004年10月15日に発売された忍足侑士のシングル「眼鏡をはずす夜」に収録された。
眼鏡トーク2
2004年12月1日に発売された忍足侑士のシングル「て〜つなご。」に収録された。
眼鏡トーク3
Go!Go!眼鏡'sに収録。レコーディングへと向かう電車での3人。
眼鏡トーク4
キラ★キラ眼鏡'sに収録。ライブ終了後の3人。忍足に音がずれていたと指摘される手塚と乾だったが…。
眼鏡トーク5
真夏の眼鏡'sに収録。乾は、自分たちのノリと笑顔に不安を感じる。3人で改善策を模索していくが…。
眼鏡トーク6
踊りませんか? 眼鏡'sに収録。手塚は、お互いのことを知るために眼鏡を交換しよう提案する。
さよなら…眼鏡トーク
さよなら…眼鏡'sに収録。今回のタイトルの意味について考える3人。声優3人によるトークも収録されている。

### 3グァバトリオ
ユニット名の名付け親でもある許斐剛曰く、「ボレーが上手い小さくてかわいい子」を集めたユニット。
メンバー
- 葵剣太郎（声 - 豊永利行）
- 芥川慈郎（声 - うえだゆうじ）
- 丸井ブン太（声 - 高橋直純）

ディスコグラフィー
- BRAND NEW DAY（発売日 - 2006年1月1日）

1. BRAND NEW DAY（『劇場版 テニスの王子様 跡部からの贈り物 君に捧げるテニプリ祭り』挿入歌）
2. BRAND NEW DAY（Original karaoke）

### GIGS
メンバー
- 越前リョーマ（声 - 皆川純子）
- 手塚国光（声 - 置鮎龍太郎）
- 跡部景吾（声 - 諏訪部順一）
- 真田弦一郎（声 - 楠大典）

ディスコグラフィー
- Flower -咲乱華-（発売日 - 2006年5月31日、2008年2月27日再発）

1. Flower-咲乱華-（『「テニスの王子様」OVA 全国大会篇』第1期オープニングテーマソング）
2. Flower-咲乱華-（Original Karaoke）

- Party Time（発売日 - 2015年3月11日）

1. Party Time（『新テニスの王子様 OVA vs Genius10』第5話「最強のペア」エンディングテーマ）
2. Party Time（Original Karaoke）

### by断ち切り隊
ユニット名は、メンバーである不二の口癖「断ち切る」、千歳の熊本弁「-ばい（by）」「-たい（隊）」から。曲名「恋の激ダサ絶頂（エクスタシー）!」は、宍戸の口癖「激ダサ」、白石の口癖「絶頂（エクスタシー）」をかけている。ユニット名は許斐剛が命名した。
メンバー
- 不二周助（声 - 甲斐田ゆき）
- 宍戸亮（声 - 楠田敏之）
- 白石蔵ノ介（声 - 細谷佳正）
- 千歳千里（声 - 大須賀純）

ディスコグラフィー
- 恋の激ダサ絶頂（エクスタシー）!（発売日 - 2007年10月31日）

1. 恋の激ダサ絶頂（エクスタシー）!（『テニスの王子様OVA 全国大会篇 Semifinal』 Vol.2　オープニングテーマソング）
2. 恋の激ダサ絶頂（エクスタシー）!(Original Karaoke)

- アオゾラSTAGE(発売日 - 2011年8月31日)

1. アオゾラSTAGE(『テニスの王子様OVA ANOTHER STORYII』オープニングテーマソング)
2. アオゾラSTAGE(Original Karaoke)

- Party Time(発売日 - 2015年5月27日)

1. Party Time（『新テニスの王子様 OVA vs Genius10』第8話「皇帝と怪物」エンディングテーマ）
2. Party Time（Original Karaoke）

### トング隊
メンバーは番外編「焼肉の王子様」で目立ったキャラクター。ユニット名は許斐剛が命名した。
メンバー
- 田仁志慧（声 - 上田陽司）
- 樺地崇弘（声 - 鶴岡聡）
- 知念寛（声 - 末吉司弥）

ディスコグラフィー
シングル
- や・き・に・く（発売日 - 2008年5月9日）

1. や・き・に・く
2. や・き・に・く (Original Karaoke)
3. 勃発! 樺地 VS 田仁志&知念

### イケメン侍
全国大会編で青学と対戦した中学の部長を中心に構成されている。ユニット名は許斐剛が命名した。
また、一部のキャラにはソロver.もある。
メンバー
- 越前リョーマ（声 - 皆川純子）
- 手塚国光（声 - 置鮎龍太郎）
- 跡部景吾（声 - 諏訪部順一）
- 幸村精市（声 - 永井幸子）
- 真田弦一郎（声 - 楠大典）
- 木手永四郎（声 - 新垣樽助）
- 白石蔵ノ介（声 - 細谷佳正）

ディスコグラフィー
シングル
- Dear Prince〜テニスの王子様達へ〜（発売日 - 2008年4月23日、2009年1月21日再発）

### STONES
大石秀一郎役の近藤孝行が大石デビューアルバム「月の軌道」の発売記念イベントで松井Pに提案し、結成された。
メンバーの名前には“いし”がついている。
メンバー
- 大石秀一郎（声 - 近藤孝行）
- 木手永四郎（声 - 新垣樽助）
- 白石蔵ノ介（声 - 細谷佳正）
- 石田銀（声 - 高塚正也）

ディスコグラフィー
- 色褪せないあの空へ (発売日 - 2009年7月22日)

1. 色褪せないあの空へ
2. 色褪せないあの空へ(Original Karaoke)

- Party Time (発売日 - 2015年1月7日)

1. Party Time(『新テニスの王子様 OVA vs Genius10』第3話「鏡像と虚像」エンディングテーマ)
2. Party Time（Original Karaoke）

### 脱帽
メンバー全員が帽子をかぶっていることからこのユニット名がついた。
メンバー
- 越前リョーマ（声 - 皆川純子）
- 真田弦一郎（声 - 楠大典）
- 宍戸 亮（声 - 楠田敏之）
- 木更津 亮（声 - 高橋広樹）
- 甲斐裕次郎（声 - 中村太亮）

ディスコグラフィー
- 1 2 3 4 5 Ready Go! (発売日 - 2010年9月15日)

### テニプリオールスターズ
メンバー
- 越前リョーマ（声 - 皆川純子）
- 跡部景吾（声 - 諏訪部順一）
- 佐伯虎次郎（声 - 織田優成）
- 幸村精市（声 - 永井幸子）
- 亜久津仁（声 - 佐々木望）
- 不二裕太（声 - 冨田真）
- 白石蔵ノ介（声 - 細谷佳正）
- 木手永四郎（声 - 新垣樽助）
- 神尾アキラ（声 - 鈴木千尋）

ディスコグラフィー
| 枚 | 発売日         | タイトル      | 規格品番   |
| -- | -------------- | ------------- | ---------- |
| 1  | 2010年12月15日 | Love Festival | NECM-10151 |
| 1  | 2010年12月15日 | Love Festival | NECM-10150 |
| 1  | 2010年12月15日 | Love Festival | NECM-10149 |
| 1  | 2010年12月15日 | Love Festival | NECM-12167 |

### テじゃ俺300
2011年1月22日・23日に開催された「テニプリフェスタ2011 in 武道館」の声優によるじゃんけん大会により決まったfutureからの300タイトル目を飾るユニット。心・技公演で決まった青学・氷帝・立海・比嘉・四天宝寺各校一名ずつに加え、体公演で敗者復活戦を行い10周年にちなみ10人となった。
正式なユニット名は「テニプリじゃんけん選抜、俺達勝ち抜いて祝！300タイトル取った選手達（ヒーロー）」
300タイトル発売記念のイベントで、抽選で選ばれた300人弱のファンと許斐剛が出演するミュージックビデオが上映された。
メンバー
- 不二周助（声 - 甲斐田ゆき）
- 金色小春（声 - 内藤玲）
- 鳳長太郎（声 - 浪川大輔）
- ジャッカル桑原（声 - 檜山修之）
- 甲斐裕次郎（声 - 中村太亮）
- 菊丸英二（声 - 高橋広樹）
- 海堂薫（声 - 喜安浩平）
- 跡部景吾（声 - 諏訪部順一）
- 切原赤也（声 - 森久保祥太郎）
- 白石蔵ノ介（声 - 細谷佳正）

ディスコグラフィー
シングル
- Brave heart（発売日 - 2011年10月10日）

1. テニプリ Fantastic Bazarのテーマ
2. Brave heart
3. TENNIVERSARY
4. テニプリ Fantastic Bazarのテーマ (オリジナル・カラオケ)
5. Brave heart (オリジナル・カラオケ)
6. TENNIVERSARY (オリジナル・カラオケ)

### 網球男児
「新テニスの王子様」になってからの初ユニット。 ユニット名は「中国や東南アジアでテニプリは『網球王子』と呼ばれているので、アジアに進出してほしい」という思いから許斐剛が命名した。
メンバー
- 越前リョーマ（声 - 皆川純子）
- 手塚国光（声 - 置鮎龍太郎）
- 丸井ブン太（声 - 高橋直純）
- 切原赤也（声 - 森久保祥太郎）
- 忍足謙也（声 - 福山潤）
- 遠山金太郎（声 - 杉本ゆう）

ディスコグラフィー
シングル
- ENJOY（発売日 - 2012年2月22日）

1. ENJOY（アニメ「新テニスの王子様」エンディングテーマソング）
2. ENJOY（Original Karaoke）

- Party Time（発売日 - 2015年5月13日）

1. Party Time（『新テニスの王子様 OVA vs Genius10』第7話「10球を抱いて眠れ」エンディングテーマ）
2. Party Time（Original Karaoke）

### メガネ☆セブン
「新テニスの王子様」原作第2話（アニメでは第1話）で、高校生に「そこの眼鏡」と呼ばれた際に反応したキャラクターと、そのシーンで手塚国光（アニメでは金色小春）の眼鏡を掛けた越前リョーマからなるユニット。作詞作曲は全て木内秀信が手掛け、キャラクターによるコントも収録されるなど眼鏡'sと共通する部分が多い。
シングルCDの発売より先にテニプリフェスタ2013でのパフォーマンスが行われた。
メンバー
- 忍足侑士（声 - 木内秀信）
- 手塚国光（声 - 置鮎龍太郎）
- 乾貞治（声 - 津田健次郎）
- 木手永四郎（声 - 新垣樽助）
- 柳生比呂士（声 - 津田英佑）
- 金色小春（声 - 内藤玲）
- 越前リョーマ（声 - 皆川純子）

ディスコグラフィー
シングル
- メガネ☆セブン（発売日 - 2013年10月1日）

1. メガネ☆セブン
2. メガネ☆セブン（Original Karaoke）
3. メガネ☆セブントーク1［前編］

- メガネ☆パーティー（発売日 - 2013年11月6日）

1. メガネ☆パーティー
2. メガネ☆パーティー（Original Karaoke）
3. メガネ☆セブントーク1［後編］

- メガネ☆オトコ（発売日 - 2016年10月1日）

1. メガネ☆オトコ
2. メガネ☆オトコ（Original Karaoke）
3. メガネ☆セブントーク2[前編]

- メガネ☆アフロ（発売日 - 2016年10月1日）

1. メガネ☆アフロ
2. メガネ☆アフロ（Original Karaoke）
3. メガネ☆セブントーク2[後編]

- メガネ☆アクト（発売日 - 2017年8月16日）

1. メガネ☆アクト
2. メガネ☆アクト（Original Karaoke）
3. メガネ☆アクトトーク[改めまして、三津谷あくとです]

- メガネ☆アルキ（発売日 - 2018年12月5日）

1. メガネ☆アルキ
2. メガネ☆アルキ(Original Karaoke)
3. メガネ☆セブントーク3[前編]

- メガネ☆ダラケ（発売日 - 2019年10月2日）

1. メガネ☆ダラケ
2. メガネ☆ダラケ（Original Karaoke）
3. メガネ☆セブントーク3[後編]

### Roh3
名前の最後が「郎」、かつ副部長の3人からなるユニット。
メンバー
- 大石秀一郎（声 - 近藤孝行）
- 真田弦一郎（声 - 楠大典）
- 甲斐裕次郎（声 - 中村太亮）

ディスコグラフィー
ミニアルバム
- RohRing（発売日 - 2016年5月18日）

1. In the Rain / 大石秀一郎
2. 人生(ボール)の行方 / 真田弦一郎
3. 手紙 / 甲斐裕次郎
4. Let's game! / Roh3 are 大石秀一郎、真田弦一郎、甲斐裕次郎

### ６３４
名前の最後に「し」が付き、なおかつ裸眼(眼鏡をかけていない)のメンバーからなるユニット。大将を桃城、副将を河村、参謀を日吉が務める。
メンバー
- 桃城武(声 - 小野坂昌也)
- 河村隆(声 - 川本成)
- 日吉若(声 - 岩崎征実)

ディスコグラフィー
シングル
- 龍に乗れ(発売日 - 2017年8月16日)

1. 龍に乗れ
2. 龍に乗れ(Original Karaoke)
3. ユニット結成
4. メンバー勧誘～ミステリースポットにて～
5. メンバー勧誘～武術大会にて～